# فودج (باقران)
فودج (بالفارسية: فوداج) هي مستوطنة تقع في إيران في قسم باقران الريفي. يقدر عدد سكانها بـ 52 نسمة .